# Fosta judecătorie de plasă din Miercurea Nirajului
Fosta Judecătorie de plasă (în maghiară Járásbíróság) este o clădire administrativă ridicată în 1905 în stil secession pentru Judecătoria districtului Miercurea Nirajului din comitatul Mureș-Turda, care se află pe lista monumentelor istorice sub codul  MS-II-m-B-15723.

## Descriere
Clădirea se află pe artera centrală a orașului Miercurea Nirajului (strada Trandafirilor, nr. 79) vis-a-vis de o casă monument istoric construită tot în stil secession cu trei ani mai târziu. Construcția, cu regim de înălțime parter și etaj, are o aripă lungă cu fațada și intrarea principală orientată spre strada Trandafirilor. Fosta judecătorie are o volumetrie impunătoare având fațade decorate cu porțiuni de cărămidă aparentă, iar intrarea principală este evidențiată printr-un ancadrament de piatră cu bosaje. Edificiul are un acoperiș înalt, în două ape, realizat pe structură de lemn.
Cea mai reprezentativă încăpere din interior este casa scării având parapet din fier forjat decorat cu elemente seccesioniste.